# Epictia guayaquilensis
Epictia guayaquilensis — вид змій родини струнких сліпунів (Leptotyphlopidae). Ендемік Еквадору.

## Поширення і екологія
Epictia guayaquilensis відомі за типовим зразком, зібраним в околицях міста Гуаякіль на заході Еквадору.